# She Wolf (Falling to Pieces)
She Wolf (Falling to Pieces) ist ein Lied des französischen DJs und Produzenten David Guetta aus dem Jahr 2012, das er zusammen mit der australischen Singer-Songwriterin Sia Furler aufgenommen hat.

## Entstehung und Veröffentlichung
Das Lied wurde von den beiden Interpreten, zusammen mit Chris Braide und Giorgio Tuinfort, geschrieben beziehungsweise komponiert. Abgesehen von Sia zeichneten alle Autoren auch für die Produktion verantwortlich.
Die Erstveröffentlichung von She Wolf (Falling to Pieces) erfolgte als Single am 7. August 2012. Am 7. September 2012 erschien das Lied als Teil von David Guettas EP Nothing but the Beat 2.0.
Nach Titanium und Wild One Two war She Wolf (Falling to Pieces) die dritte musikalische Zusammenarbeit zwischen Guetta und Sia.

## Musikvideo
Das Video zu She Wolf (Falling to Pieces) wurde am 28. September 2012 über das Videoportal Vevo veröffentlicht. In dem Video sind weder Guetta noch Sia zu sehen. Es zeigt zunächst eine nackte Frau, die sich in einen verwundeten Wolf verwandelt, dem eine Gruppe von Jägern nachstellt. Der Wolf verfügt über übernatürliche Kräfte und ist in der Lage, die Jäger zum „Explodieren“ zu bringen. Die „Explosion“ stellt die Jäger und die Landschaft so dar, als wäre diese aus in Tinte getränkten Polygonen zusammengesetzt, die es so erscheinen lassen, als ob alles Teil einer computersimulierten Realität wäre. Am Ende des Clips verwandelt sich der Wolf zurück in die nackte Frau. Gedreht wurde das Video in Island, am Langjökull, an der Reykjanes sowie in Krýsuvík nahe Reykjanesviti.

## Rezensionen
Der Kritiker Robert Copsey von Digital Spy bewertete den Song positiv und meinte:

“After a global conquering hook-up with Flo Rida she's returned to where it all began with David Guetta, who'll be hoping that lightning strikes twice after the spectacular and chart-topping 'Titanium'. Once again, it's the heartfelt lyrics that shine over the handbag house as she confesses: „You hunted me down like a wolf/ ...I felt like a deer in headlights“ with the same inimitable gusto. The result is nothing we haven't heard already, but that's not necessarily a bad thing.”

Er gab dem Song .

## Kommerzieller Erfolg

### Chartplatzierungen
| ChartsChartplatzierungen     | Höchstplatzierung | Wochen |
| ---------------------------- | ----------------- | ------ |
| Australien (ARIA)            | 11 (27 Wo.)       | 27     |
| Deutschland (GfK)            | 3 (32 Wo.)        | 32     |
| Frankreich (SNEP)            | 4 (42 Wo.)        | 42     |
| Österreich (Ö3)              | 3 (27 Wo.)        | 27     |
| Schweiz (IFPI)               | 4 (31 Wo.)        | 31     |
| Vereinigtes Königreich (OCC) | 8 (17 Wo.)        | 17     |

### Auszeichnungen für Musikverkäufe
| Land/Region                  | Auszeichnungen für Musikverkäufe (Land/Region, Auszeichnung, Verkäufe) | Verkäufe  |
| ---------------------------- | ---------------------------------------------------------------------- | --------- |
| Australien (ARIA)            | 2× Platin                                                              | 140.000   |
| Belgien (BRMA)               | Gold                                                                   | 15.000    |
| Brasilien (PMB)              | Gold                                                                   | 30.000    |
| Dänemark (IFPI)              | Gold                                                                   | 15.000    |
| Deutschland (BVMI)           | Gold                                                                   | 150.000   |
| Frankreich (SNEP)            | Gold                                                                   | 90.700    |
| Italien (FIMI)               | 2× Platin                                                              | 60.000    |
| Neuseeland (RMNZ)            | Gold                                                                   | 7.500     |
| Österreich (IFPI)            | Gold                                                                   | 15.000    |
| Schweiz (IFPI)               | Platin                                                                 | 30.000    |
| Spanien (Promusicae)         | Gold                                                                   | 30.000    |
| Vereinigtes Königreich (BPI) | Platin                                                                 | 600.000   |
| Insgesamt                    | 8× Gold · 6× Platin ·                                                  | 1.183.200 |

Hauptartikel: David Guetta/Auszeichnungen für Musikverkäufe